# José Guillermo Carbó
José Guillermo Carbó (1837, Oaxaca – 29 de octubre de 1885, Hermosillo), fue un militar mexicano, que defendió la causa liberal en la guerra de Reforma, -Guerra de Tres Años (1857-1861)-, contra la intervención y el Ejército francés (1862-1864) y contra el emperador Maximiliano (1867). También peleó contra los indígenas de Sonora tanto los apaches como contra los Yaquis y en 7 años influyó de manera determinante en el devenir político de Sonora.

## Carrera militar
A los 20 años Inició su carrera militar -en 1857-, como soldado raso en la Guardia Nacional. Luchó para favorecer a los liberales en las Guerras de Reforma.
Durante la invasión de las tropas francesas, acudió a las acciones de la batalla de Las Cumbres de Acultzingo, del 5 de mayo de 1862 como capitán ayudante de Porfirio Díaz, en los sitios de Puebla, de Nochistlán, de Miahuatlán, la toma de Oaxaca, de La Carbonera, del asalto de Puebla el 2 de abril de 1867, de San Lorenzo y el sitio de México como jefe del Batallón “Fieles de  Oaxaca”.
Guillermo Carbó se ganó el ascenso a General de Brigada el 16 de julio de 1873, por lo que dispuso la ocupación de Compostela Nayarit con 2,600 hombres para contrarrestar a las fuerzas del rebelde Manuel Lozada -el tigre de Alica- que estaban invadiendo dicho territorio, en la sierra del mismo nombre, logrando vencerlo por lo que Lozada fue fusilado el 19 de julio de 1873.
Carbó estuvo ligado a las hazañas militares de Porfirio Díaz, aunque después se le opuso, siendo el parteaguas el Plan de la Noria en 1876 y se les enfrentó el 16 de noviembre de dicho año, en la batalla de Tecoac donde perdió y fue hecho prisionero, y por breve tiempo estuvo fuera del ejército, pero luego fue liberado.
En 1878 el presidente Porfirio Díaz (1877-1880) estableció las zonas militares en el país y pensó en el José Guillermo Carbó, oaxaqueño de nacimiento, soldado efectivo y probado y leal, primero a Benito Juárez y después a Sebastián Lerdo de Tejada, y luego a Porfirio Díaz, por lo que fue nombrado jefe de la zona miliar del noroeste de la república mexicana comprendiendo los estados de Sonora, Sinaloa los distritos de Baja California y Tepic.

## Participación en la Política sonorense
De hábil desempeño, Carbó pronto empezó hacer notar su influencia en el territorio a cargo, principalmente en el estado de Sonora. Ahí empezó a inmiscuirse en asuntos políticos. Primeramente apoyó a la legislatura en contra del gobernador Vicente Mariscal, obligando a este último a dejar el poder en octubre de 1878. En 1879 Porfirio Díaz inició la guerra contra los Yaquis acaudillados desde 1875 por José María Leyva –Cajeme-.
En el convulsionado estado de Sonora, durante la rebelión de 1879 dio su apoyo al militar, político y vicegobernador Francisco Serna.
El 27 de septiembre de 1879, el doctor Ramón Fernández, ex - secretario del gobernador interino de Michoacán y entonces candidato a la presidencia de la República Gral. Manuel González Flores le envió una carta a Carbó con recomendaciones para favorecer la candidatura del Gral. Manuel González.
Con el General Bernardo Reyes, quien había sido su subordinado en Nayarit, tuvo varios desencuentros, al grado que Carbó pidió que fuera enviado a otra zona militar para que no estuviera bajo su mando, incluso después de su desempeño en la batalla de Villa Unión el 4 de agosto de 1880. En 1881, Bernardo Reyes se comunicó con Carbó buscando su beneplácito, contra el extrañamiento del ministro de Guerra Gral. Jerónimo Treviño. Carbó se deshizo de Reyes recomendándolo como diputado por el estado de Sinaloa.
Carlos Rodrigo Ortiz Retes (1881-1883) fue nombrado gobernador del Estado de Sonora. era un político de ideas federalistas muy arraigadas; pero según un bando, eso no le convenía a Sonora un gobernante de esa filiación, que se oponía a que las autoridades federales se inmiscuyeran en los asuntos de la exclusiva incumbencia del Gobierno sonorense. Con el apoyo del presidente de la República, general Manuel González, ya que en abril de 1881 Ramón Corral y Carbó hicieron una gira a Estados Unidos vía La Habana, mismos que se encontraron con Luis Emeterio Torres en Nueva York. 
El 4 de noviembre de 1881, frente a la estación del Ferrocarril de Sonora se reunieron decenas de personas a la inauguración del tramo ferroviario Guaymas-Hermosillo. En el tren llegó don Carlos Rodrigo Ortiz Retes, acompañado del comandante de la Zona Militar, el coronel de brigada José Guillermo Carbó. 
Poco tiempo después Carbó influyó para que un grupo de ciudadanos pidieran la cabeza de Ortiz y dimitiera de su cargo el 29 de octubre de 1882, a pesar de que su período terminaba el 31 de agosto de 1883, y renunciando al cargo el 28 de diciembre de 1882. Así el comandante militar afianzó la dictadura porfirista en el Estado de Sonora, al obligar a renunciar al gobernador Carlos Rodrigo Ortiz Retes, dando paso al comienzo de la hegemonía del general Luis E. Torres que se prolongó durante 30 años, hasta el triunfo de la revolución maderista.

Carbó, luchó contra los apaches de Sonora. El presidente de México Manuel González Flores (1880-1884) informó a Bernardo Reyes que Carbó se haría cargo de controlar la invasión apache en Sonora. Tiempo después apoyado por Bernardo Reyes desterró a los apaches de Sonora por lo que recibió un reconocimiento, así como por la batalla de Villa Unión. Por otro lado, el presidente González, envió una carta a Guillermo Carbó, en la que dice:
“A todo trance y sin tomar en consideración ningún género de dificultades, recomiendo a Ud. que dichas elecciones, se verifiquen en los días establecidos y con su influencia reconocida, influya diestramente la opinión para que sean favorecidas con el voto público, las personas que figuran en la lista adjunta... Como siempre cumple Ud. más bien con proeza que con defecto las comisiones que le confío, descanso enteramente en que el éxito será completo.”
Carbó contesta a la carta el 3 de febrero de 1882. Diciendo:
“puede confiar en que haré todo o que sea necesario ara que en la zona a mi mando se incline la opinión en el sentido indicado y quedará justificada la confianza que en mí depositó el gobierno al darme esta nueva comisión”.
El 1 de septiembre de 1882 Carbó envía un telegrama a Cañedo, para que nombre a Ramón Corral como primer suplente del juzgado. El 7 de septiembre de 1882 Carbó solicita a Cañedo, que sostenga a Tavizón en el juzgado, “pues es amigo y puede ser necesario en cualquier momento”.

Carlos Rivas, vía carta del 25 de diciembre de 1882 solicita a Carbó. y le indica los nombres de aquellos que deben ser electos ministros de la Suprema Corte de Justicia corte en los que figura en primer lugar Porfirio Díaz. 
“Espera el señor presidente la eficacia que tanto distingue a Ud y que todos sus amigos nos complacemos en reconocer.” También, “es importante, que se aprueben antes de abril, la reforma al artículo constitucional sobre la ley de imprenta”.
Daniel Cosío Villegas escribió sobre Carbó: “Era un hombre irreflexivo y arbitrario, defectos que subrayaba con una profunda dipsomanía”.
Durante los siete años que estuvo Carbó en Sonora, desplegó actividad militar contra los yaquis levantados en armas y encabezados por el caudillo José María Leyva (a) Cajeme, por lo que tenía establecido su Cuartel General en Torin, - territorio yaqui- que aunque que no logró terminar su cometido por lo repentino de su fallecimiento, el asunto fue concluido por el general Ángel Martínez.

## Últimos días
Carbó a caballo se trasladó a El Médano, después en barco a Guaymas y en tren a Hermosillo, para entrevistarse con el gobernador Luis Emeterio Torres, para reorganizar la campaña en la zona para la Guerra del yaqui. Después de la entrevista se dirigió al cuartel, pero una hemorragia cerebral lo asaltó. Fue atendido por los médicos Eugenio Pesqueira, Fernando Aguilar y Enrique Montero; sin poder salvarle la vida, falleciendo a las 12.45 horas, del 29 de octubre de 1885. Sus restos fueron expuestos en el Palacio de Gobierno para los honores correspondientes mientras que el Ejecutivo ordenó que en el pabellón nacional se izara la bandera a media asta. La inhumación del cadáver se realizó en el Panteón de Hermosillo. Los restos fueron trasladados en 1950 a otro panteón.
El patrimonio que dejó el célibe difunto, en los 7 años que fungió en Sonora, fue de muebles y bienes personales por $750, sin conocerse de inmuebles, mismos que su hermano testificó.

## Reconocimientos
- El 3 de julio de 1879 el congreso del estado declaró ciudadano sonorense a Carbó.
- Los directivos del Ferrocarril de Sonora dispusieron denominar al pueblo nacido en 1888 con el nombre de Carbó, en homenaje al general José Guillermo Carbó.[9]
- El municipio con cabecera en el pueblo de Carbó posteriormente tomó su nombre.
- Un busto en su honor está ubicado en el pueblo de Carbó Sonora.
- Una calle en Guadalajara y otra en Hermosillo llevan su nombre y una escuela de preescolar en Divisaderos Sonora.